# Beat Breu
Beat Breu est un coureur cycliste suisse, né le 23 octobre 1957 à Saint-Gall.

## Biographie
Professionnel de 1979 à 1996, il remporte notamment deux étapes du Tour de France 1982, une sur le Tour d'Italie 1981 et deux Tours de Suisse.
Il participe à de nombreux cyclo-cross et par deux fois, en 1988 et 1994, il devient champion de Suisse de la discipline.
Il devient clown dans un cirque en fin de carrière après avoir commencé sa carrière cycliste comme facteur au PTT Suisse.
Le 30 juin 2007, à 50 ans, il décide de se relancer dans le vélo et de redevenir cycliste professionnel pour participer aux Six jours de Zurich à la fin de la saison[réf. nécessaire].

## Palmarès et résultats

### Palmarès sur route
- 1979
  -  Champion de Suisse de la montagne
- 1980
  - Grabs-Voralp :
    - Classement général
    - 1re étape
- 1981
  - Championnat de Zurich
  - Tour de Suisse :
    - Classement général
    - 3eb et 7eb étapes (2 contre-la-montre)

  - 20e étape du Tour d'Italie
  - 8e du Tour d'Italie
  - 10e du Super Prestige Pernod
- 1982
  - 4eb étape du Tour de Suisse (contre-la-montre)
  - 13e et 16e étapes du Tour de France
  - 3e du championnat de Suisse de la montagne
  - 4e du Tour de Suisse
  - 6e du Tour de France
- 1983
  -  Champion de Suisse de la montagne
  - Coire-Arosa
  - 10e du Tour de Suisse
- 1984
  - 2e étape du Tour de Suisse (contre-la-montre)
  - 6e du Tour de Suisse
  - 8e du Tour de Romandie
  - 8e du Tour d'Italie
- 1985
  -  Champion de Suisse de la montagne
  - Grabs-Voralp :
    - Classement général
    - 1re étape

  - 9ea étape du Tour de Suisse (contre-la-montre par équipes)
  - Martigny-Mauvoisin
  - 5e du Tour de Suisse
  - 8e du Tour de Romandie
- 1986
  - 2e du championnat de Suisse de la montagne
  - 9e du Tour de Romandie
- 1987
  - 4e étape du Tour de Romandie
  - Martigny-Mauvoisin
  - 3e du championnat de Suisse de la montagne
  - 6e du Tour de Romandie
- 1988
  - Martigny-Mauvoisin
  - Coire-Arosa
- 1989
  - Tour de Suisse :
    - Classement général
    - 5eb étape (contre-la-montre)
- 1990
  -  Champion de Suisse du contre-la-montre
  -  Champion de Suisse de la montagne

### Résultats sur les grands tours

#### Tour de France
8 participations
- 1982 : 6e, vainqueur des 13e et 16e étapes
- 1983 : 22e
- 1984 : 43e
- 1985 : 23e
- 1986 : 74e
- 1987 : 26e
- 1989 : 21e
- 1990 : 42e

#### Tour d'Italie
4 participations
- 1979 : 23e
- 1981 : 8e, vainqueur de la 20e étape, prix Cima Coppi
- 1984 : 8e
- 1988 : 11e

### Palmarès en cyclo-cross
| - 1986 - Cyclo-cross de Dagmersellen - 1987 - Cyclo-cross de Dagmersellen - 1988 - Champion de Suisse de cyclo-cross - Cyclo-cross d'Aigle - Cyclo-cross de Dagmersellen - Grand Prix de l'Épiphanie, Solbiate Olona - Cyclo-cross de Zurich - Médaillé de bronze au championnat du monde de cyclo-cross - 1989 - Cyclo-cross de Steinmaur - Cyclo-cross de Zurich - Cyclo-cross de Leibstadt | - 1990 - Cyclo-cross d'Aigle - Cyclo-cross de Wetzikon - 2e du championnat de Suisse de cyclo-cross - 1991 - Cyclo-cross de Contern - 1993 - Cyclo-cross de Dagmersellen - 1994 - Champion de Suisse de cyclo-cross |